# Achillespeesontsteking
Achillespeesontsteking of tendinitis Achillis (Latijn tendo = pees, Grieks -itis duidt een ontsteking aan) is een ontsteking van de achillespees.
Een achillespeesontsteking is een pijnlijke ontsteking van de pees zelf, die de overgang tussen de grote kuitspier en het hielbeen vormt. Ook de bursa retrocalcanea, de slijmbeurs die tegen de achillespees zit kan ontstoken raken.
Achillespeesontsteking ontstaat meestal als sportblessure bij overmatige belasting van de achillespees bij hardlopen of als deel van een spanningsverwonding. Schoenen met te stijve zolen of een te zacht contrefort kunnen een vergrote spanning op de pees veroorzaken en daarmee achillespeesontsteking in de hand werken of verergeren. Soms is er geen duidelijke oorzaak aantoonbaar. De ontsteking is in het algemeen aseptisch; er komen geen micro-organismen aan te pas.
De ernst van de ontsteking wordt uitgedrukt in graden. Graad 1 is de lichtste vorm, waarbij er pijn is na het sporten. Graad 4 is de zwaarste vorm, waarbij er de gehele dag, ook in het dagelijks leven, pijn bestaat en de activiteiten hierdoor aangepast moeten worden.
Er zijn verschillende behandelingen mogelijk zoals:
- verminderen van de belasting en dan met name de piekbelastingen (maar in principe geen absolute rust, om de belastbaarheid van de pees niet te laag te laten worden)
- ontstekingsremmende pijnstillers (NSAID's)
- koele of warme compressen, vooral voor comfort
- dwarse fricties[bron?]
- hakverhoging ter vermindering van de belasting, die dan progressief afgebouwd kan worden
- lage intensiteit lasertherapie, ook LILT, LLLT, softlaser of coldlaser genoemd. Er is enig bewijs voor de effectiviteit hiervan.[1]
- ontstekingsremmende injecties met corticosteroïden ter pijnstilling

Niet al deze behandelingen zijn bij alle besproken vormen van (peri)tendinitis achilles even goed. Het geven van corticosteroïdinjecties in de pees zelf is zelfs gecontraindiceerd wegens het gevaar voor ruptuur. Een nieuwe behandelingsmodaliteit is de zogeheten "autologe bloedinjectie" of PRP (platelet rich plasma). Hierbij wordt bloed afgenomen van de patiënt, de plaatjes geïsoleerd en onder echogeleide geïnjecteerd op de aangedane plaats.